# Grand Prix automobile de Watkins Glen
Le Grand Prix automobile de Watkins Glen (Grand Prix at The Glen) sont une course de Champ Car puis IndyCar Series se déroulant entre 1979 et 2017 sur le Watkins Glen International dans l'état de New York, aux États-Unis.

## Résultats

### IndyCar
| Saison      | Date     | Vainqueur        | Équipe                   | Châssis       | Moteur    | Distance | Distance | Temps           | Résultats |          |          |
| Saison      | Date     | Vainqueur        | Équipe                   | Châssis       | Moteur    | Tours    | km       | Temps           | Résultats |          |          |
| 1979        | 5 août   | Bobby Unser      | Penske Racing            | Penske        | Cosworth  | 62       | 242,164  | 1 h 14 min 42 s | Résultat  |          |          |
| 1980        | 3 août   | Bobby Unser      | Penske Racing            | Penske        | Cosworth  | 62       | 242,264  | 1 h 30 min 51 s | Résultat  |          |          |
| 1981        | 4 oct.   | Rick Mears       | Penske Racing            | Penske        | Cosworth  | 60       | 326,085  | 1 h 52 min 17 s | Résultat  |          |          |
| 1982 – 2004 | Non tenu | Non tenu         | Non tenu                 | Non tenu      | Non tenu  | Non tenu | Non tenu | Non tenu        | Non tenu  | Non tenu | Non tenu |
| 2005        | 25 sept. | Scott Dixon      | Chip Ganassi Racing      | Panoz G-Force | Toyota    | 60       | 328,306  | 1 h 45 min 42 s | Résultat  |          |          |
| 2006        | 4 juin   | Scott Dixon      | Chip Ganassi Racing      | Panoz G-Force | Honda     | 55*      | 300,947  | 2 h 00 min 20 s | Résultat  |          |          |
| 2007        | 8 juill. | Scott Dixon      | Chip Ganassi Racing      | Dallara       | Honda     | 60       | 328,306  | 1 h 43 min 52 s | Résultat  |          |          |
| 2008        | 6 juill. | Ryan Hunter-Reay | Rahal Letterman Racing   | Dallara       | Honda     | 60       | 328,306  | 1 h 54 min 01 s | Résultat  |          |          |
| 2009        | 5 juill. | Justin Wilson    | Dale Coyne Racing        | Dallara       | Honda     | 60       | 328,306  | 1 h 48 min 24 s | Résultat  |          |          |
| 2010        | 4 juill. | Will Power       | Penske Racing            | Dallara       | Honda     | 60       | 328,306  | 1 h 40 min 27 s | Résultat  |          |          |
| 2011 – 2015 | Non tenu | Non tenu         | Non tenu                 | Non tenu      | Non tenu  | Non tenu | Non tenu | Non tenu        | Non tenu  | Non tenu | Non tenu |
| 2016        | 4 sept.  | Scott Dixon      | Chip Ganassi Racing      | Dallara       | Chevrolet | 60       | 328,595  | 1 h 41 min 40 s | Résultat  |          |          |
| 2017        | 3 sept.  | Alexander Rossi  | Andretti Herta Autosport | Dallara       | Honda     | 60       | 325,409  | 1 h 42 min 04 s | Résultat  |          |          |

### Indy Lights
| Saison      | Date     | Vainqueur         |
| 2005        | 25 sept. | Jeff Simmons      |
| 2006        | 4 juin   | Bobby Wilson      |
| 2007        | 7 juill. | Wade Cunningham   |
| 2007        | 8 juill. | Alex Lloyd        |
| 2008        | 5 juill. | Raphael Matos     |
| 2008        | 5 juill. | Richard Antinucci |
| 2009        | 4 juill. | J.R. Hildebrand   |
| 2010        | 4 juill. | Jean-Karl Vernay  |
| 2011 – 2015 | Non tenu | Non tenu          |
| 2016        | 3 sept.  | Zach Veach        |
| 2017        | 3 sept.  | Aaron Telitz      |